# Elvis J. Kurtović & His Meteors
Elvis J. Kurtović & His Meteors je jedan od najpopularnijih punk-rock sastava iz Bosne i Hercegovine, osnovan u Sarajevu 1981. godine. Sastav je bio proizvod pokreta novi primitivizam, a njen osnivač i glavni pokretač bio je Elvis J. Kurtović.

## Povijest sastava
Sastav je nastao 1981. godine kao rezultat kultnog sarajevskog pokreta novi primitivizam. Prvi članovi sastava bili su: Elvis J. Kurtović, Sejo Sexon, Dražen Ričl "Zijo", Goran Petranović "Rizo", Seid Little Karajlić i Radomir Gavrilović "Hare". Nakon povratka članova Zabranjenog pušenja iz vojske, Sejo Sexon napušta sastav ali nastavlja suradnju sa sastavom kroz zajedničko pisanje tekstova s Elvis J. Kurtovićem, te gostovanjima na koncertima i albumima. Prvi album pod nazivom  Mitovi i legende o kralju Elvisu snimljen je 1984. godine i napravljen je u duhu novog primitivizma kao "tematska radijska emisija" posvećena  “najvećoj zvijezdi Rock'n'Rolla Elvisu J. Kurtoviću”. Elvis je u sastavu imao ulogu tekstopisca i idejnog vođe, na koncertima je aktivno učestvovao stojeći na bini i udarajući po neozvučenoj gitari, te povremenim uzimanjem mikrofona u ruke. Najznačajnije pjesme s ovog albuma su obrada  “Honky Tonk Woman” od The Rolling Stones pod nazivom “Baščaršy Hanumen”, pjesma “Kad se babo vrati kući pijan”, obrada pjesme “Pinball Wizard“  sastava The Who pod nazivom “Ćiza wizzard”, te “Folk Raping”, disko pjesma u kojoj Elvis predstavlja članove svog sastava. Tekstopisci svih pjesama na albumu bili su Sejo Sexon i Elvis J. Kurtović.
Postavu pri izdanju prvog albuma činili su:
- Elvis J. Kurtović - lider sastava, tekstopisac i povremeni vokal
- Goran Petranović "Rizo" - vokal
- Dražen Ričl "Zijo" - gitara
- Radomir Gavrilović "Hare" - bubnjar
- Nermin Dedić "Fićo" - bas
- Zoran Degan "Poka" - klavijature

U istom sastavu 1985. godine snimaju drugi album pod nazivom Da bog da crk'o rok'n'rol. Naslovna pjesma, ujedno i najveći hit albuma koja je također obrada pjesme The Rolling Stonesa ("It's Only Rock'n'Roll"). Ostali hitovi s albuma bili su: "Ljubav je jaka", “Surfing at Bembasha", te "Ćerka jedinica", koja se kasnije našla i na albumu sastava Bombaj štampa. Nakon ovog albuma gitarista Dražen Ričl "Zijo" odlazi iz sastava, te zajedno sa Zlatkom Arslanagićem osniva sastav Crvena jabuka. Nakon toga sastav pravi trogodišnju pauzu. U novoj postavi 1988. godine sastav izdaje svoj treći album pod nazivom The wonderful world of private business ili Čudesan svijet privatluka. Kao gost na ovom albumu, u pjesmi “EJK raping”, pojavljuje se Nele Karajlić iz sastava Zabranjeno Pušenje. Album je najzrelije ostvarenje sastava koji je nastao na prelasku iz jednog društvenog sistema u drugi. Cijeli album, a posebno naslov i omot, predstavljaju parodiju na pojavu nove društvene kategorije tj. privatnih poduzetnika. Autori većine tekstova su Elvis J. Kurtović i Zoran Degan "Poka".

## Ime sastava
Kada je Mirko Srdić tj. Elvis J. Kurtović osnovao sastav, u susjedstvu je živio Jasmin Kurtović veliki ljubitelj Rock'n'Rolla. Kada se Jasmin oženio i dobio sina odmah mu je dao ime Elvis, što su članovi sastava odmah uzeli za zezanciju da mu je dao ime po legendarnom Presleyu. Tako da su svom bezimenom sastavu dali ime "Elvis Jasmina Kurtović". Nakon toga Jasmin Kurtović ih je tužio i sud je zabranio korištenje tog imena, međutim oni ga više nisu pisali kao Jasmina već su koristili slovo "J" (dži), kako ne bi asociralo na susjeda Jasmina. Tako da je Mirko Srdić postao Elvis J. Kurtović, ne samo po nadimku, već i po imidžu i popularnim zulufima koji su bili sastavni dio imidža Elvis Presleya, a i sarajevskog Elvisa. Nakon par godina Jasmin se preselio s Koševa na novoizgrađenu Dobrinju, a Elvis J. Kurtović & njegovi Meteori postali su popularni diljem zemlje.

## Agresija na Bosnu i Hercegovinu
Agresija na Bosnu i Hercegovinu dovodi do prekida rada sastava, a i do pogibije klavijaturiste i tekstopisca Zorana Degana "Poke". Goran Petranovic "Rizo", pjevač sastava odlazi u Beograd, dok Elvis J. Kurtović ostaje u opkoljenom Sarajevu te zajedno sa Sejom Sexonom, Borisom Šiberom, Zenitom Đozićem i ostalima, učestvuje u projektu ratne Top liste nadrealista.

## Nakon agresije na Bosnu i Hercegovinu
Nakon rata Elvis J. Kurtović pomaže Seji Sexonu da obnovi također ratom rastureno Zabranjeno pušenje, te s njima snima dva albuma 1997. godine album Fildžan viška, te 1999. godine Agent tajne sile. 2002. godine Elvis J. Kurtović s tadašnjim pjevačem Zabranjenog pušenja Marinom Gradcem snima solo album koji nikada službeno nije izdan. Album je poznat pod nazivima “To sam ja" ili "Die neue bosnische Kunst”, dok ga je Elvis nazvao "Za prijatelje i rodbinu". Najzanimljivije pjesme s ovoga albuma su “U modi je biti šupak”, "Mala slatka rokerka", “Protestna pjesma” i druge.

### Elvis Jr. Kurtovic
Nakon rata, bivši pjevač grupe Goran Petranović  "Rizo" u Beogradu 2000. godine snima kompilacijski album pod nazivom Welcome to the beautiful world of new primitivs, na kojem su se našle i nove pjesme "Šleper", "Obren i Amela" i "Guru dedo", kao i obrada pjesme "Yugo 45" od Zabranjenog pušenja. Nakon duže pauze Goran Petranović  "Rizo"  početkom 2011. godine snima album pod nazivom "Koševo zove" ali sada pod novim imenom benda "Elvis Jr. Kurtovic".

## Diskografija

### Studijski albumi
- Mitovi i legende o kralju Elvisu - 1984.
- Da bog da crk'o rok'n'rol - 1985.
- The wonderful world of private business - 1988.

### Kompilacije
- Hitovi '83-'88 - 1996.
- Najgori hitovi - 1998.